# Met Gala
Gala sau Balul Met, denumită oficial Gala Institutului de Costume, este o strângere de fonduri dedicată Institutului de Costume, aripă a Muzeului Metropolitan de Artă din New York. Evenimentul marchează deschiderea anualei expoziții de obiecte vestimentare din cadrul institutului. Fiecare gală serbează tema expoziției din anul respectiv, impunând invitaților un dress code care să fie în rezonanță cu subiectul ales.
Gala Met a fost înființată în 1948 ca modalitate de a strânge bani pentru a susține nou-fondatul Institut de Costume și deschiderea exhibițiilor sale. Prima festivitate a constat într-o cină la miezul nopții, un bilet de intrare costând cincizeci de dolari. Bazată pe moștenirea redactoarei-șef Diana Vreeland (revista Vogue), celebrarea s-a transformat din 1973 într-un eveniment luxuriant, considerat „bijuteria clasei superioare din New York City”.
Gala este socotită pe scară largă ca fiind unul dintre cele mai proeminente și exclusiviste evenimente sociale din lume. Reprezintă, de asemenea, una dintre cele mai mari nopți de strângere de fonduri din New York, cu 9 milioane de dolari strânși în 2013 și un record de 12 milioane de dolari în anul următor.

## Istorie
În 1948, editorialista de modă Eleanor Lambert înființează gala cu scop caritabil în favoarea Institutului de Costume. În primele decenii de existență, evenimentul a reprezentat doar una din multitudinea de licitații caritabile anuale new-yorkeze. Participații erau în mare parte membrii din înalta societate a orașului sau personalități din industria modei. Între 1948 și 1971, gala s-a desfășurat în locații precum Waldorf-Astoria Hotel, Central Park și Rainbow Room.
Când cronicara francezo-americană Diana Vreeland a devenit consultanta Institutului în 1972, gala a fost reconcepută ca o paradă a celebrităților (Elizabeth Taylor, Andy Warhol, Bianca și Mick Jagger, Diana Ross, Elton John, Liza Minnelli, Calvin Klein, Iman, Halston, Baby Jane Holzer, Barbara Walters, Ali MacGraw, Jackie O., Debbie Harry și Cher), păstrându-și totuși țelul caritabil. Sub tutela lui Vreeland, festivitatea a început să fie ținută la Muzeul Metropolitan, fiind introduse teme specifice pentru fiecare ediție.
În 1995, redacoarea-șef a Vogue, Anna Wintour, preia conducerea Institutului de Costume. Aceasta are să organizeze fiecare gală (cu excepția celor din 1996 și 1998), monitorizând listele de invitați și de investitori. În 2014, un bilet la Met Gala costa 30,000 dolari. Lista anuală de invitați se limitează la 650-700 persoane. În 2014, Institutul de Costume a fost redenumit, în prezența primei-doamne Michelle Obama, The Anna Wintour Costume Center.
Gala Met din 2015, China: Through the Looking Glass, a devenit subiectul filmului documentar The First Monday in May, regizat de Andrew Rossi și produs de Condé Nast Entertainment, Vogue și Relativity Studios. În echipa de filmare s-au numărat 225 de fotografi, reporteri și membrii din social media. Participanților din afara grupului de producție le-a fost interzis să folosească social media și să facă selfie-uri. Regula s-a păstrat și pentru următoarele ediții ale evenimentului. În 2018, Wintour a anunțat că vârsta minimă pentru a lua parte la gală este 18 ani.

## Ediții

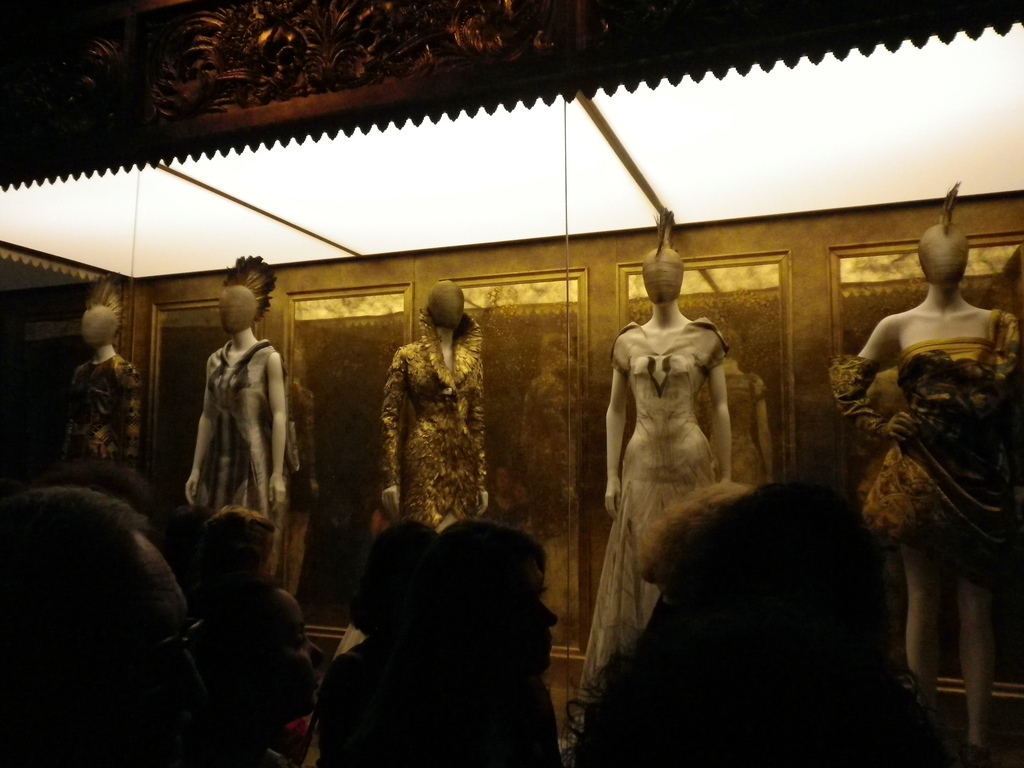
Expoziția Alexander McQueen: Savage Beauty, 2011

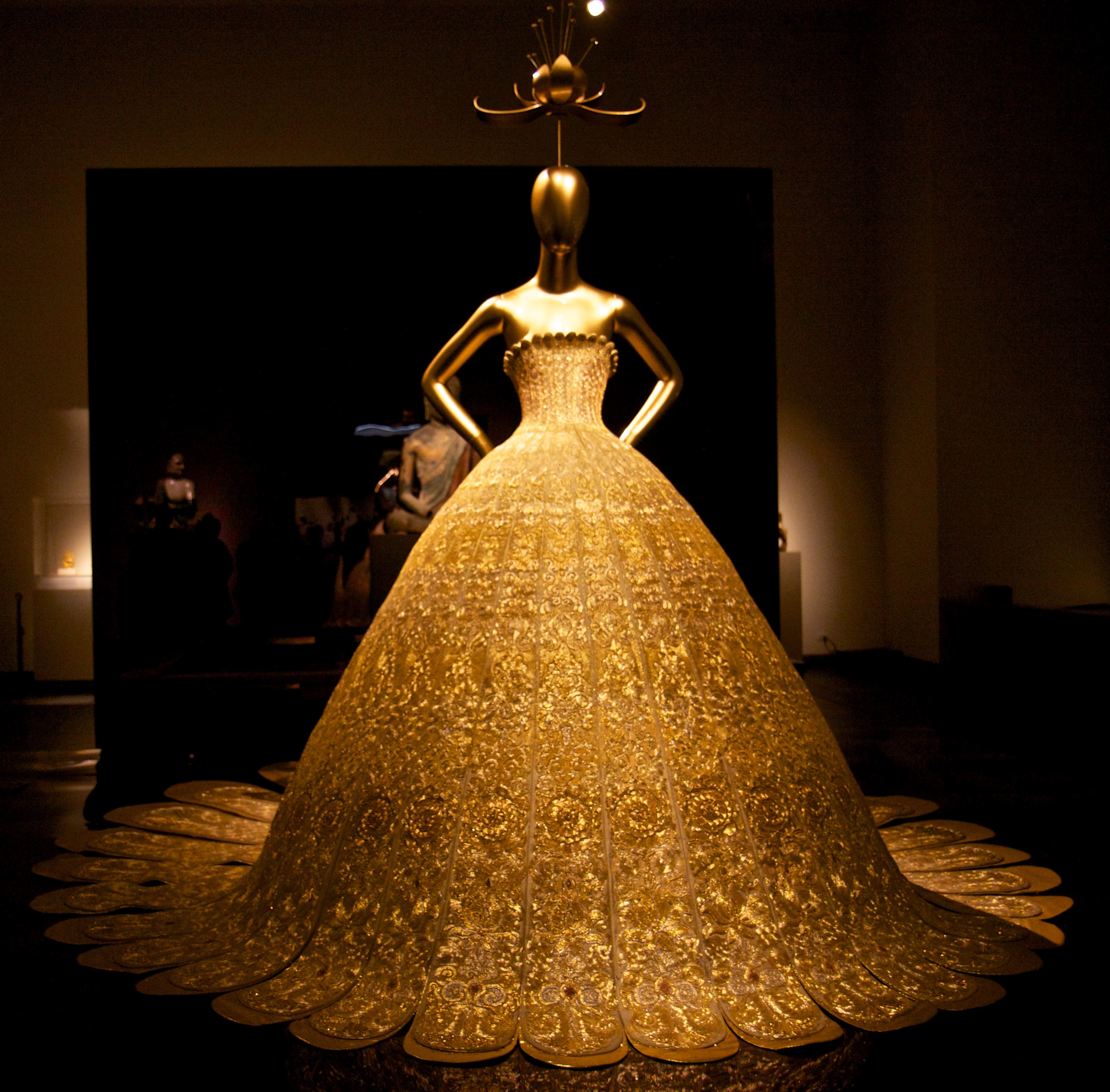
Creație Guo Pei în cadrul China: Through the Looking Glass (2015), cea mai vizitată exhibiție a Institutului de Costume până la momentul respectiv (815,992 vizitatori). Recordul a fost depășit în 2018 de colecția Heavenly Bodies: Fashion and the Catholic Imagination (1,659,647 vizitatori).

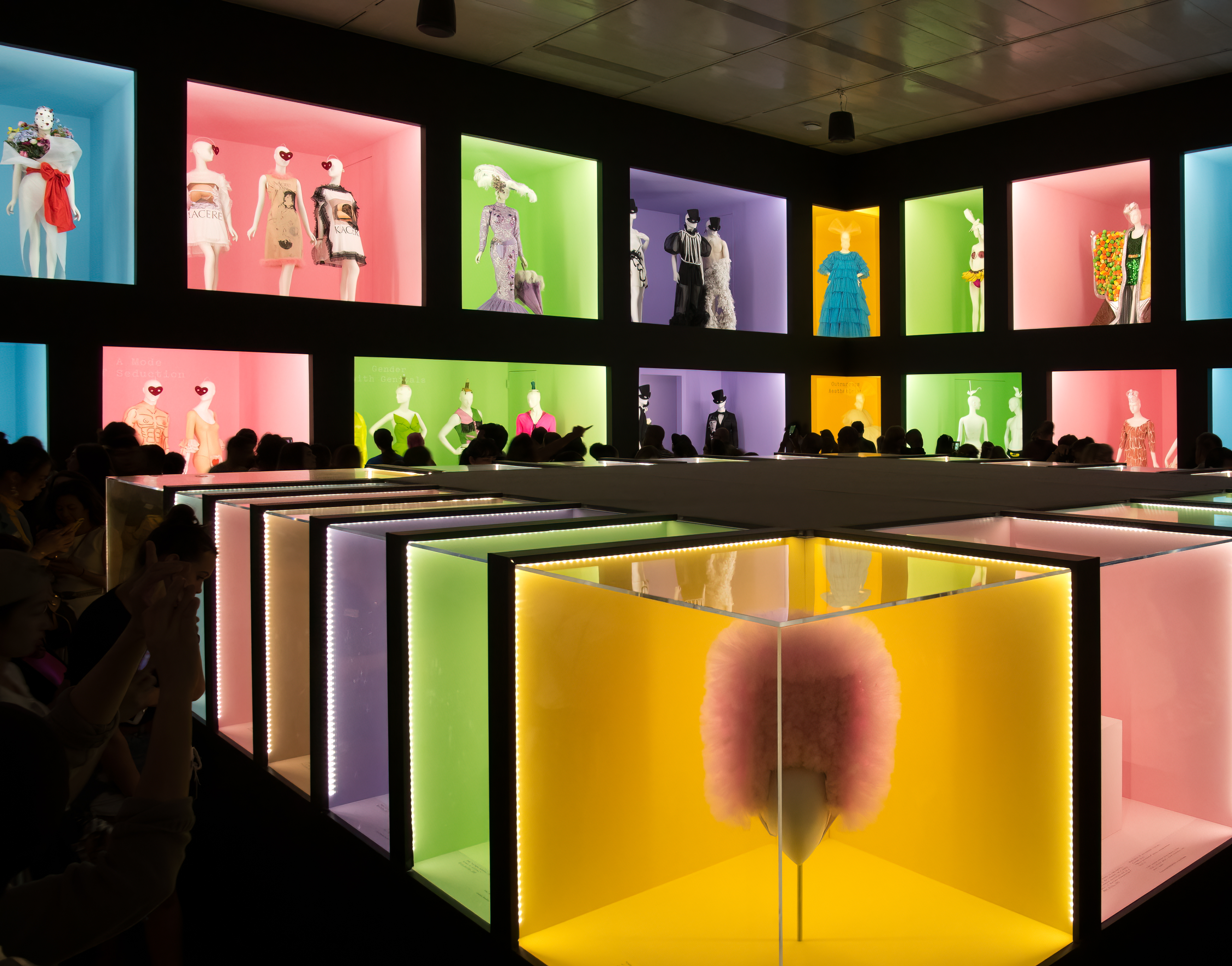
Expoziția Camp: Notes on Fashion, 2019

| Data                                    | Tema                                                              | Copreședinte                                                                                                  | Coordonatori onorifici                            | Sponsori                                              | Interpreți                   |
| --------------------------------------- | ----------------------------------------------------------------- | --- | ------------------------------------------------- | ----------------------------------------------------- | ---------------------------- |
| 21 martie 1973                          | The World of Balenciaga                                           | |                                                   | Guvernul Spaniei                                      |                              |
| 12 decembrie 1973                       | The 10s, the 20s, the 30s: Inventive Clothes: 1909-1939           | Phyllis Ellsworth Dillon                                                                                      |                                                   |                                                       |                              |
| 20 noiembrie 1974                       | Romantic and Glamorous Hollywood Design                           | Jane Engelhard                                                                                                |                                                   | SCM Corporation                                       |                              |
| 10 decembrie 1975                       | American Women of Style                                           | Jane Engelhard                                                                                                |                                                   | SCM Corporation                                       |                              |
| 6 decembrie 1976                        | The Glory of Russian Costume                                      | Jacqueline Kennedy Onassis                                                                                    |                                                   | SCM Corporation                                       |                              |
| 12 decembrie 1977                       | Vanity Fair: A Treasure Trove                                     | Jacqueline Kennedy Onassis                                                                                    |                                                   | Halston                                               |                              |
| 20 noiembrie 1978                       | Diaghilev: Costumes and Designs of the Ballets Russes             | Pat Buckley                                                                                                   |                                                   |                                                       |                              |
| 3 decembrie 1979                        | Fashions of the Habsburg Era: Austria-Hungary                     | Pat Buckley                                                                                                   |                                                   |                                                       |                              |
| 9 decembrie 1980                        | The Manchu Dragon: Costumes of China, the Chi'ng Dynasty          | Pat Buckley                                                                                                   |                                                   |                                                       |                              |
| 7 decembrie 1981                        | The Eighteenth-Century Woman                                      | Pat Buckley                                                                                                   |                                                   | Merle Norman Cosmetics                                |                              |
| 6 decembrie 1982                        | La Belle Époque                                                   | Pat Buckley                                                                                                   |                                                   | Pierre Cardin                                         |                              |
| 5 decembrie 1983                        | Yves Saint Laurent: 25 Years of Design                            | Pat Buckley                                                                                                   |                                                   | Gustave Zumsteg                                       |                              |
| 3 decembrie 1984                        | Man and the Horse                                                 | Pat Buckley                                                                                                   |                                                   | Ralph Lauren                                          |                              |
| 9 decembrie 1985                        | Costumes of Royal India                                           | Pat Buckley                                                                                                   |                                                   | Ratti, Christian Humann Foundation                    |                              |
| 8 decembrie 1986                        | Dance                                                             | Pat Buckley                                                                                                   |                                                   | Shiseido                                              |                              |
| 7 decembrie 1987                        | A Tribute to Diana Vreeland                                       | Pat Buckley                                                                                                   |                                                   | Reliance Group Holdings                               |                              |
| 5 decembrie 1988                        | From Queen to Empress: Victorian Dress 1837–1877                  | Pat Buckley                                                                                                   |                                                   | The Leslie Fay Companies                              |                              |
| 4 decembrie 1989                        | The Age of Napoleon: Costume from Revolution to Empire, 1789–1815 | Pat Buckley                                                                                                   |                                                   | Wolfgang K. Flottl                                    |                              |
| 3 decembrie 1990                        | Théâtre de la Mode – Fashion Dolls: The Survival of Haute Couture | Pat Buckley                                                                                                   |                                                   | Wolfgang K. Flottl                                    |                              |
| 9 decembrie 1991                        | Temă inexistentă                                                  | Pat Buckley                                                                                                   |                                                   |                                                       |                              |
| 7 decembrie 1992                        | Fashion and History: A Dialogue                                   | Pat Buckley                                                                                                   |                                                   |                                                       |                              |
| 6 decembrie 1993                        | Diana Vreeland: Immoderate Style                                  | Pat Buckley                                                                                                   |                                                   |                                                       |                              |
| 5 decembrie 1994                        | Orientalism: Visions of the East in Western dress                 | Pat Buckley, Oscar de la Renta, Bill Blass                                                                    |                                                   |                                                       |                              |
| 4 decembrie 1995                        | Haute Couture                                                     | Anna Wintour, Annette de la Renta, Clarissa Bronfman                                                          | Karl Lagerfeld, Gianni Versace                    | Karl Lagerfeld (Chanel), Gianni Versace               |                              |
| 9 decembrie 1996                        | Christian Dior                                                    | Elizabeth Tilberis, Marie-Chantal, Helene David-Weill                                                         |                                                   | Dior, LVMH                                            |                              |
| 8 decembrie 1997                        | Gianni Versace                                                    | Anna Wintour, Julia Koch, Patrick McCarthy                                                                    |                                                   | David H. Koch Foundation, VH1, Fairchild Publications | Sting                        |
| 7 decembrie 1998                        | Cubism and Fashion                                                | Anna Wintour, Miuccia Prada, Paula Cussi, Pia Getty                                                           |                                                   | Prada                                                 |                              |
| 6 decembrie 1999                        | Rock Style                                                        | Anna Wintour, Tommy Hilfiger, Aerin Lauder                                                                    |                                                   | Tommy Hilfiger                                        |                              |
| 23 aprilie 2001                         | Jacqueline Kennedy: The White House Years                         | Anna Wintour, Christina și Lindsay Owen-Jones, Annette și Oscar de la Renta, Carolina Herrera                 | Caroline Kennedy și Edwin A. Schlossberg          | L'Oréal                                               |                              |
| 28 aprilie 2003                         | Goddess: The Classical Mode                                       | Anna Wintour, Tom Ford, Nicole Kidman                                                                         |                                                   | Gucci                                                 |                              |
| 26 aprilie 2004                         | Dangerous Liaisons: Fashion and Furniture in the 18th Century     | | Jacob Rothschild, Jayne Wrightsman                |                                                       |                              |
| 2 mai 2005                              | The House of Chanel                                               | Anna Wintour, Karl Lagerfeld, Nicole Kidman                                                                   | Prințesa Caroline, fiica lui Grace Kelly          | Chanel                                                |                              |
| 1 mai 2006                              | AngloMania: Tradition and Transgression in British Fashion        | Anna Wintour, Christopher Bailey, Sienna Miller                                                               | Rose Marie Bravo, Ducele de Devonshire            | Burberry                                              |                              |
| 7 mai 2007                              | Poiret: King of Fashion                                           | Anna Wintour, Cate Blanchett, Nicolas Ghesquière                                                              | François-Henri Pinault                            | Balenciaga                                            |                              |
| 5 mai 2008                              | Superheroes: Fashion and Fantasy                                  | Anna Wintour, George Clooney, Julia Roberts                                                                   | Giorgio Armani                                    | Giorgio Armani                                        |                              |
| 4 mai 2009                              | The Model As Muse: Embodying Fashion                              | Anna Wintour, Kate Moss, Justin Timberlake                                                                    | Marc Jacobs                                       | Marc Jacobs                                           |                              |
| 3 mai 2010                              | American Woman: Fashioning a National Identity                    | Anna Wintour, Oprah Winfrey, Patrick Robinson                                                                 |                                                   | Gap                                                   | Lady Gaga                    |
| 2 mai 2011                              | Alexander McQueen: Savage Beauty                                  | Anna Wintour, Colin Firth, Stella McCartney                                                                   | François-Henri Pinault și Salma Hayek             | Alexander McQueen                                     | Florence and the Machine     |
| 7 mai 2012                              | Schiaparelli and Prada: Impossible Conversations                  | Anna Wintour, Carey Mulligan, Miuccia Prada                                                                   | Jeff Bezos                                        | Amazon                                                | Bruno Mars                   |
| 6 mai 2013                              | Punk: Chaos to Couture                                            | Anna Wintour, Rooney Mara, Lauren Santo Domingo, Riccardo Tisci                                               | Beyoncé                                           | Moda Operandi                                         | Kanye West                   |
| 5 mai 2014                              | Charles James: Beyond Fashion                                     | Aerin Lauder, Anna Wintour, Bradley Cooper, Oscar de la Renta, Sarah Jessica Parker, Lizzie și Jonathan Tisch |                                                   | AERIN                                                 | Frank Ocean                  |
| 4 mai 2015                              | China: Through the Looking Glass                                  | Anna Wintour, Jennifer Lawrence, Gong Li, Marissa Mayer, Wendi Murdoch                                        | Silas Chou                                        | Yahoo                                                 | Rihanna                      |
| 2 mai 2016                              | Manus x Machina: Fashion in an Age of Technology                  | Anna Wintour, Taylor Swift, Idris Elba, Jonathan Ive                                                          | Nicolas Ghesquière, Karl Lagerfeld, Miuccia Prada | Apple                                                 | The Weeknd                   |
| 1 mai 2017                              | Rei Kawakubo/Comme des Garçons: Art of the In-Between             | Anna Wintour, Gisele Bündchen and Tom Brady, Katy Perry, Pharrell Williams                                    | Rei Kawakubo                                      | Apple, Condé Nast, Farfetch, H&M, Valentino           | Katy Perry                   |
| 7 mai 2018                              | Heavenly Bodies: Fashion and the Catholic Imagination             | Anna Wintour, Amal Clooney, Rihanna, Donatella Versace                                                        | Christine and Stephen A. Schwarzman               | Christine and Stephen A. Schwarzman, Versace          | Madonna                      |
| 6 mai 2019                              | Camp: Notes on Fashion                                            | Anna Wintour, Lady Gaga, Harry Styles, Serena Williams, Alessandro Michele                                    |                                                   | Gucci                                                 | Cher                         |
| Planificată pentru 4 mai 2020 (anulată) | About Time: Fashion and Duration                                  | Anna Wintour, Meryl Streep, Emma Stone, Lin-Manuel Miranda, Nicolas Ghesquiere                                |                                                   | Louis Vuitton                                         |                              |
| 13 septembrie 2021                      | In America: A Lexicon of Fashion                                  | Timothée Chalamet, Billie Eilish, Amanda Gorman, Naomi Osaka                                                  | Tom Ford, Adam Mosseri, Anna Wintour              | Instagram                                             | Justin Bieber                |
| 2 mai 2022                              | In America: An Anthology of Fashion                               | Regina King, Blake Lively, Ryan Reynolds, Lil-Manuel Miranda                                                  | Tom Ford, Adam Mosseri, Anna Wintour              | Instagram                                             | Lenny Kravitz                |
| 1 mai 2023                              | Karl Lagerfeld: A Line of Beauty                                  | Anna Wintour, Dua Lipa, Michaela Coel, Penelope Cruz, Roger Federer                                           |                                                   | Chanel, Fendi, Karl Lagerfeld (brand)                 |                              |
| 6 mai 2024                              | Sleeping Beauties: Reawakening Fashion                            | Anna Wintour, Zendaya, Jennifer Lopez, Chris Hemsworth, Bad Bunny                                             | Shou Chew, Jonathan Anderson                      | TikTok, Loewe                                         | Ariana Grande, Cynthia Erivo |
| 5 mai 2025                              | Superfine: Tailoring Black Style                                  | Anna Wintour, Pharrell Williams, ASAP Rocky, Lewis Hamilton, Colman Domingo                                   | LeBron James                                      | Louis Vuitton                                         | Stevie Wonder, Usher         |